# Société Franklin
Die Société Franklin (Franklin-Gesellschaft), benannt nach Benjamin Franklin, wurde 1862 in Frankreich zur Verbreitung von Volksbibliotheken (frz. bibliothèques populaires) gegründet. Ihre Statuten wurden am 19. April 1864 und am 14. August 1866 vom Innenminister genehmigt. Diese Gesellschaft hat sich große Verdienste erworben bei der Vermehrung von Volksbibliotheken  und der Einrichtung einer großen Anzahl von Militärbibliotheken.